# Veneranda Nzambazamariya
Veneranda Nzambazamariya (1958 - 30 de gener del 2000) va ser una líder en defensa dels drets de les dones i de la pau a Ruanda, morta a bord del vol 431 de Kenya Airways que es va estavellar a Costa d'Ivori el 30 de gener de 2000.
Supervivent del genocidi de Ruanda de 1994, immediatament es va posar a treballar per la reconstrucció del país i la reconciliació nacional. Va ser una de les fundadores de dues organitzacions femenines ruandeses, Pro-femmes i Réseau des femmes, en les que va aplegar les dones darrere la campanya Campagne action pour la paix amb la finalitat de contribuir a la restauració de la pau.
A títol pòstum va rebre el Premi de la Pau del Mil·lenni per Dones. És seva la frase: "Deixeu-vos de consolar, heu estat sacrificats per sistemes que han de canviar. Uniu-vos per tal de transformar els problemes en oportunitats per a l'acció".